# Irkuck-Passażyrskij
Irkuck Passażyrskij (ros: Иркутск-пассажирский) – stacja kolejowa w Irkucku, w obwodzie irkuckim, w Rosji. Jest głównym węzłem kolejowym na Kolei Wschodniosyberyjskiej.
Jest to ważny węzeł kolejowy na trasie Kolei transsyberyjskiej. Obsługuje wiele pociągów dalekobieżnych w tym Bajkał i Barguzin.